# Pouillé (Loir-et-Cher)
Pour les articles homonymes, voir Pouillé.
Pouillé est une commune française située dans le département de Loir-et-Cher, en région Centre-Val de Loire.
Une présence humaine à Pouillé est certaine depuis au moins le Ier siècle puisqu'au nord de la commune, près du Cher, aux lieux-dits de la Soler et des Bordes, se trouve une partie de l'agglomération antique de Tasciaca, et notamment la zone de production de poteries avec de nombreux fours, ainsi qu'un temple. Le secteur du fanum et des fours, appartenant propriété du conseil départemental de Loir-et-Cher, se trouve dans une zone archéologique protégée, mais certains de ses vestiges sont dans un état de dégradation avancé.
Le patrimoine architectural de la commune comprend deux bâtiments portés à l'inventaire des monuments historiques : le barrage des Maselles, inscrit en 1998, et l'église Saint-Saturnin de Pouillé, inscrite en 1951.

## Géographie

### Localisation et communes limitrophes
La commune de Pouillé se trouve au sud du département de Loir-et-Cher, dans la petite région agricole des Plateaux bocagers de la Touraine méridionale,. À vol d'oiseau, elle se situe à 30,3 km  de Blois, préfecture du département, à 34,6 km de Romorantin-Lanthenay, sous-préfecture, et à 8,1 km de Saint-Aignan, chef-lieu du canton de Saint-Aignan dont dépend la commune depuis 2015. La commune fait en outre partie du bassin de vie de Saint-Aignan.
Les communes les plus proches sont : Thésée (1,7 km), Monthou-sur-Cher (3,2 km), Mareuil-sur-Cher (3,9 km), Angé (4 km), Saint-Julien-de-Chédon (5,7 km), Bourré (5,8 km), Choussy (7,5 km), Thenay (7,9 km)  et Saint-Aignan (8,1 km).

### Paysages et relief
Dans le cadre de la Convention européenne du paysage, adoptée le 20 octobre 2000 et entrée en vigueur en France le 1er juillet 2006, un atlas des paysages de Loir-et-Cher a été élaboré en 2010 par le CAUE de Loir-et-Cher, en collaboration avec la DIREN Centre (devenue DREAL en 2011), partenaire financier. Les paysages du département s'organisent ainsi en huit grands ensembles et 25 unités de paysage,. La commune fait partie de l'unité de paysage des « coteaux du Cher », au sein de l'ensemble de « la vallée du Cher ».
Les coteaux du Cher, plus vastes que la simple marge de la vallée, s'étendent sur une épaisseur de 4 à 8 kilomètres en moyenne pour une longueur totale de 25 kilomètres environ. Ils s'organisent en une succession de collines et de vallées qui prennent leurs sources sur la crête dessinée par la confluence de l'Indre et du Cher.
L'altitude du territoire communal varie de 61 mètres à 183 mètres,.

### Hydrographie

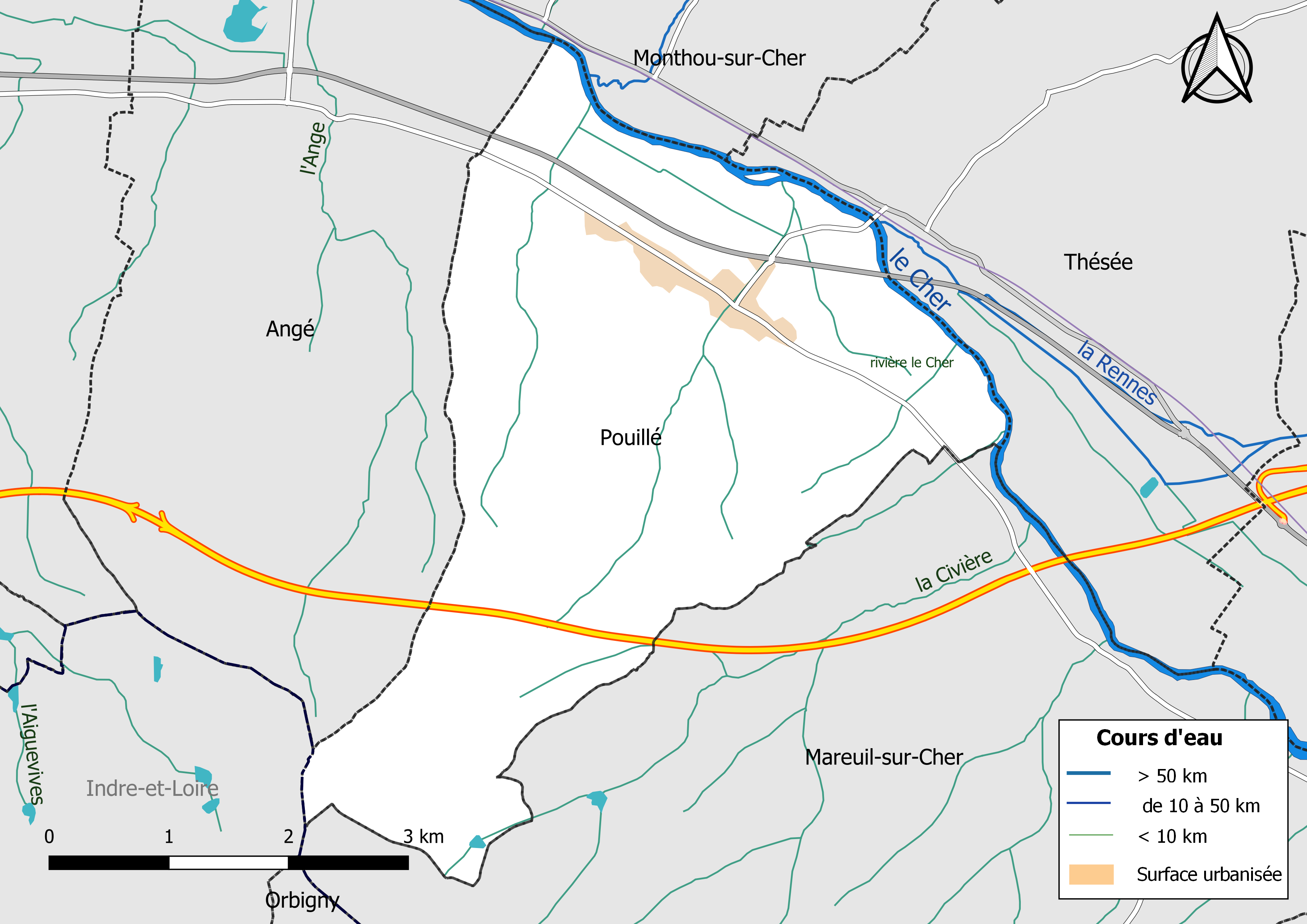
Réseau hydrographique de Pouillé.

La commune est drainée par le Cher (4,712 km), la Civière et par divers petits cours d'eau, constituant un réseau hydrographique de 23,72 km de longueur totale.
Le Cher, d'une longueur totale de 365,5 km, prend sa source dans la commune de Mérinchal (Creuse) et se jette  dans la Loire à Cinq-Mars-la-Pile (Indre-et-Loire), après avoir traversé 117 communes. Sur le plan piscicole, ce cours d'eau est classé en deuxième catégorie, où le peuplement piscicole dominant est constitué de poissons blancs (cyprinidés) et de carnassiers (brochet, sandre et perche).

### Climat
Pour des articles plus généraux, voir Climat du Centre-Val de Loire et Climat de Loir-et-Cher.
En 2010, le climat de la commune est de type climat océanique dégradé des plaines du Centre et du Nord, selon une étude du CNRS s'appuyant sur une série de données couvrant la période 1971-2000. En 2020, Météo-France publie une typologie des climats de la France métropolitaine dans laquelle la commune est exposée à un climat océanique altéré et est dans la région climatique Moyenne vallée de la Loire, caractérisée par une bonne insolation (1 850 h/an) et un été peu pluvieux.
Pour la période 1971-2000, la température annuelle moyenne est de 11,4 °C, avec une amplitude thermique annuelle de 15 °C. Le cumul annuel moyen de précipitations est de 684 mm, avec 10,7 jours de précipitations en janvier et 6,8 jours en juillet. Pour la période 1991-2020, la température moyenne annuelle observée sur la station météorologique de Météo-France la plus proche, sur la commune de Lye à 17 km à vol d'oiseau, est de 12,1 °C et le cumul annuel moyen de précipitations est de 673,1 mm,. Pour l'avenir, les paramètres climatiques de la commune estimés pour 2050 selon différents scénarios d'émission de gaz à effet de serre sont consultables sur un site dédié publié par Météo-France en novembre 2022.

### Milieux naturels et biodiversité
Aucun espace naturel présentant un intérêt patrimonial n'est recensé sur la commune dans l'inventaire national du patrimoine naturel,,.

## Urbanisme

### Typologie
Au 1er janvier 2024, Pouillé est catégorisée commune rurale à habitat dispersé, selon la nouvelle grille communale de densité à sept niveaux définie par l'Insee en 2022.
Elle appartient à l'unité urbaine de Montrichard Val de Cher, une agglomération intra-départementale regroupant cinq  communes, dont elle est une commune de la banlieue,,. La commune est en outre hors attraction des villes,.

### Occupation des sols
L'occupation des sols est marquée par l'importance des espaces agricoles et naturels (97,2 %). La répartition détaillée ressortant de la base de données européenne d'occupation biophysique des sols Corine Land Cover millésimée 2012 est la suivante : 
terres arables (25,4 %), 
cultures permanentes (25,6 %), 
zones agricoles hétérogènes (10,2 %), 

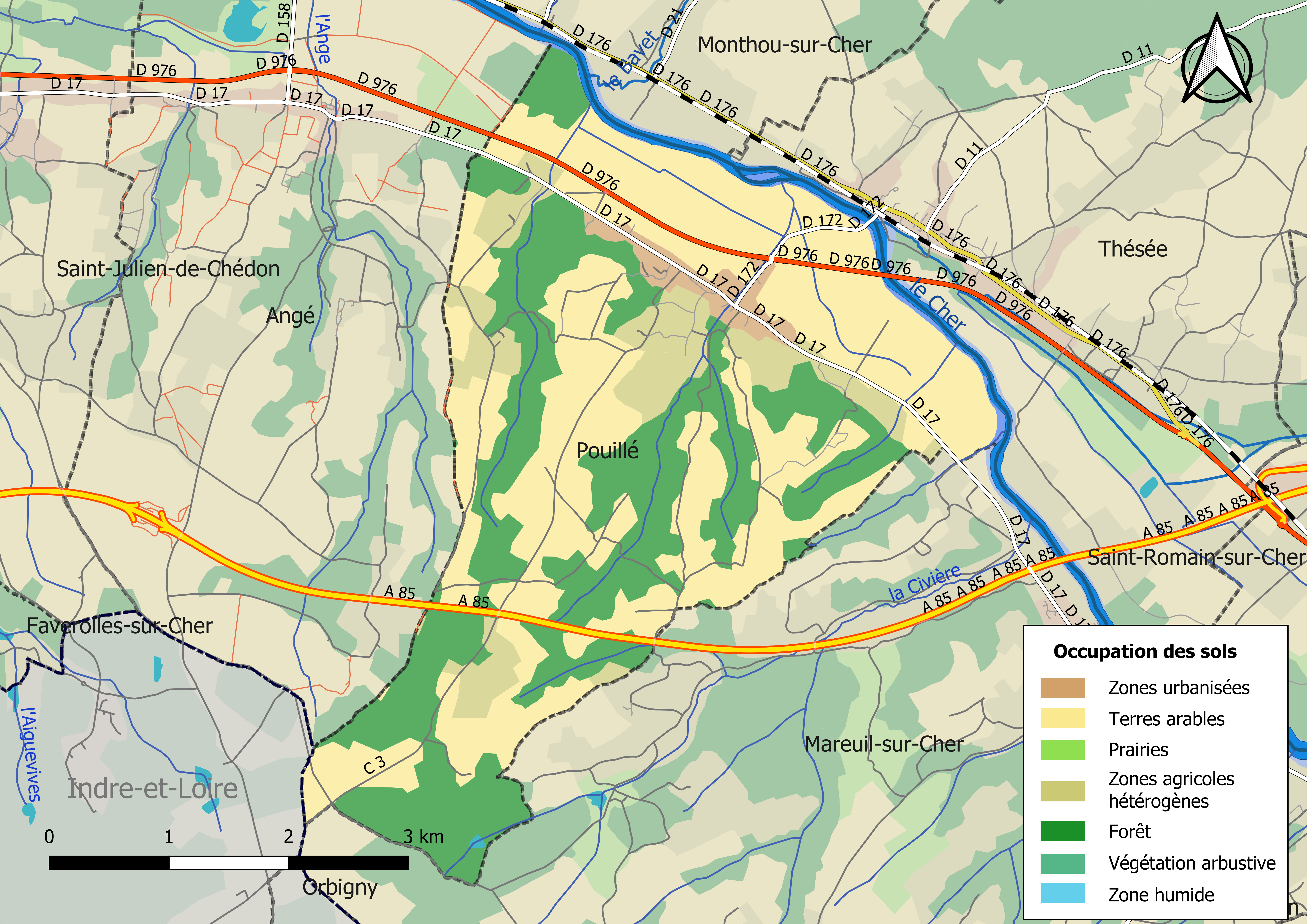
Carte des infrastructures et de l'occupation des sols de la commune en 2018 (CLC).

prairies (0,5 %), 
forêts (33,9 %), 
zones urbanisées (2,8 %), 
eaux continentales (2,1 %).

### Planification
En matière de planification, la commune disposait en 2017 d'une carte communale approuvée, un plan local d'urbanisme était en élaboration. Par ailleurs, à la suite de la loi ALUR (loi pour l'accès au logement et un urbanisme rénové) de mars 2014, un plan local d'urbanisme intercommunal couvrant le territoire de la communauté de communes Val-de-Cher-Controis a été prescrit le 30 novembre 2015.

### Habitat et logement
Le tableau ci-dessous présente la typologie des logements à Pouillé en 2016 en comparaison avec celle du Loir-et-Cher et de la France entière. Une caractéristique marquante du parc de logements est ainsi une proportion de résidences secondaires et logements occasionnels (12,4 %) inférieure à celle du département (18 %) mais supérieure à celle de la France entière (9,6 %). Concernant le statut d'occupation de ces logements, 83,9 % des habitants de la commune sont propriétaires de leur logement (87,4 % en 2011), contre 68,1 % pour le Loir-et-Cher et 57,6 pour la France entière.
|                                                         | Pouillé | Loir-et-Cher | France entière |
| ------------------------------------------------------- | ------- | ------------ | -------------- |
| Résidences principales (en %)                           | 78,4    | 74,5         | 82,3           |
| Résidences secondaires et logements occasionnels (en %) | 12,4    | 18           | 9,6            |
| Logements vacants (en %)                                | 9,2     | 7,5          | 8,1            |

### Risques majeurs
Le territoire communal de Pouillé est vulnérable à différents aléas naturels : inondations (par débordement du Cher ou par ruissellement), climatiques (hiver exceptionnel ou canicule), feux de forêts, mouvements de terrains ou sismique (sismicité faible). 
Il est également exposé à un risque technologique :  le transport de matières dangereuses,.

#### Risques naturels

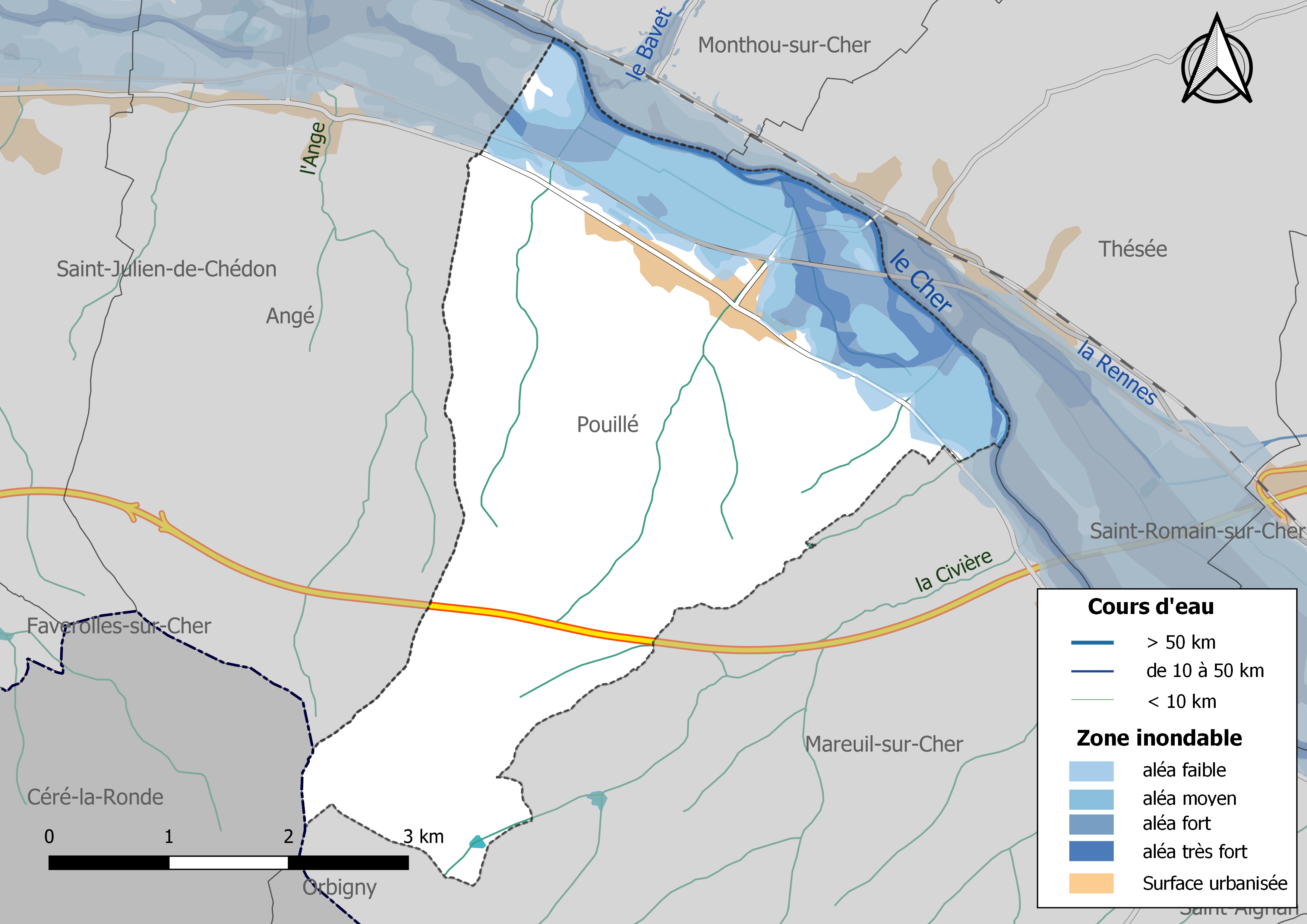
Zones inondables de la commune de Pouillé.

Les mouvements de terrains susceptibles de se produire sur la commune sont soit des mouvements liés au retrait-gonflement des argiles, soit des glissements de terrains. Le phénomène de retrait-gonflement des argiles est la conséquence d'un changement d'humidité des sols argileux. Les argiles sont capables de fixer l'eau disponible mais aussi de la perdre en se rétractant en cas de sécheresse. Ce phénomène peut provoquer des dégâts très importants sur les constructions (fissures, déformations des ouvertures) pouvant rendre inhabitables certains locaux. La carte de zonage de cet aléa peut être consultée sur le site de l'observatoire national des risques naturels Georisques.
Les crues du Cher sont moins importantes que celles de la Loire, mais elles peuvent provoquer des dégâts importants. Les crues historiques sont celles de 1856 (5 m à l'échelle de Noyers-sur-Cher), 1940 (4,03 m) et 1977 (3,58 m). Le débit maximal historique est de 1 560 m3/s et caractérise une crue de retour supérieur à cent ans pour Montrichard Val de Cher. Le risque d'inondation est pris en compte dans l'aménagement du territoire de la commune par le biais du Plan de prévention du risque inondation (PPRI) du Cher.

#### Risques technologiques
Le risque de transport de marchandises dangereuses sur la commune est lié à sa traversée par une route à fort trafic et une canalisation de transport de gaz. Un accident se produisant sur de telles infrastructures est en effet susceptible d'avoir des effets graves au bâti ou aux personnes jusqu'à 350 m, selon la nature du matériau transporté. Des dispositions d'urbanisme peuvent être préconisées en conséquence.

## Histoire

### Antiquité

Tasciaca dans la civitas des Turones '.

Il n'existe pas de ville romaine dans le département de Loir-et-Cher par contre de multiples bourgs aux fonctions diverses ont été très actifs sous la période romaine. C'est en particulier le cas de Pouillé, un vicus, c'est-à-dire une agglomération secondaire, dont la dimension religieuse du culte de l'eau à l'origine de sa création et dont le territoire s'étendait au-delà du territoire communal actuel, sous le nom de Tasciaca. Le nom de Tasciaca apparaît sur la table de Peutinger et désigne une étape sur l'itinéraire d'Avaricum (Bourges) à Caesarodunum (Tours). L'agglomération, à la limite des civitates des Turons, des Carnutes et des Bituriges Cubes, semble se développer dès le début de notre ère ; elle est très active sous le Haut-Empire avec une importante production de céramique commune, de verrerie et d'objets métalliques avant de décliner à partir du IIIe siècle, sans toutefois être totalement délaissée sous les Mérovingiens.

Emprise connue du site de Tasciaca reportée sur un plan moderne.

Le culte de l'eau y est ancien. C'est là qu'a été bâtie, à la fin de l'indépendance gauloise ou dans la deuxième moitié du Ier siècle, une cellule carrée (1,80 m à l'intérieur) avec trous de poteaux aux angles. A l'époque de Tibère, elle est reconstruite sous forme d'une vaste cella carrée (6,45 m) orientée au sud-est, avec deux autels ou tables d'offrandes accolées, mais sans galerie périphérique. Ce fanum  semble dédié à une divinité de l'eau aux propriétés guérisseuses, comme le montrent les dépôts votifs rencontrés à divers niveaux : plaquette en os découpé en forme de poisson, hameçon en bronze, et de nombreux tessons découpés en disque. Les inondations du Cher rythment d'ailleurs la vie de ce sanctuaire, comme l'indique l'inscription datée des années 82-102 de notre ère qui y fait allusion, et comme le confirme l'abandon du site, sans doute à l'époque de Marc Aurèle, dû à l'élévation du niveau des eaux Le caractère religieux du site est souligné également par l'existence d'un bassin rectangulaire (6,06 m sur 4.77 m), étanche, avec deux niches creusées dans l'épaisseur des murs et un puisard. Cette fonction religieuse est doublée d'une fonction médicale : on peut déduire l'intervention de médecins, grâce aux éléments d'une trousse d'ophtalmologiste : au moins six specilla et trois broyeurs en pierre, destinés aux préparations pharmaceutiques. Les trois ex-voto oculistiques trouvés sur le site montrent la réalité de la dualité cultuelle et médicale.

Plan schématique des grands bâtiments (les constructions antérieures ne sont pas représentées).

Les quatre grands bâtiments dégagés sur le site par Georges Gaume en 1964 peuvent être rattachées à des activités annexes du sanctuaire, notamment à l'accueil des pèlerins. Leur dimension (l'un d'eux mesure 48,10 m sur 14,80 m ; un autre 28,90 m sur 12 m) en fait des bâtiments destinés à accueillir le public. Mais ils remplissent des fonctions domestiques et artisanales. Leur disposition sur le site (parallèle), leur même distribution tripartite supposent une conception d'ensemble de constructions destinées à répondre à un même besoin Imposé par la présence d'un sanctuaire. La découverte d'une statuette en calcaire local d'un pâtre tenant une flûte de Pan dans le remblai d'une de ces caves, renforcerait cette hypothèse de bâtiments annexes du sanctuaire. La construction de deux bâtiments plus grands au IIe siècle pourrait indiquer, par le développement de ces structures d'accueil, la popularité croissante du sanctuaire.
C'est sans doute cette fonction religieuse qui représente l'élément dynamique du site. C'est elle qui a dû attirer les artisans potière installés sur le site sans doute au IIe siècle. Au lieu-dit les Bordes, une quinzaine de fours de potiers, un puits et une cave ont été ainsi dégagés en bordure du Cher. La cave voisine, avec deux niches en cul-de-four creusées dans les murs, n'est qu'une annexe de l'atelier où les archéologues ont trouvé notamment une molette de potier. Ces ateliers ont produit, au IIe siècle, diverses cruches, hydries, amphores, marmites, assiettes, jattes carénées, urnes, écuelles, mortiers et peut-être même des pesons de tisserands pour tout le marché ligérien.
Ainsi, la fonction religieuse, â l'origine de Pouillé, semble-t-elle avoir joué un rôle d'entraînement pour le développement de l'artisanat local et du commerce régional.

Sanctuaire de Pouillé.
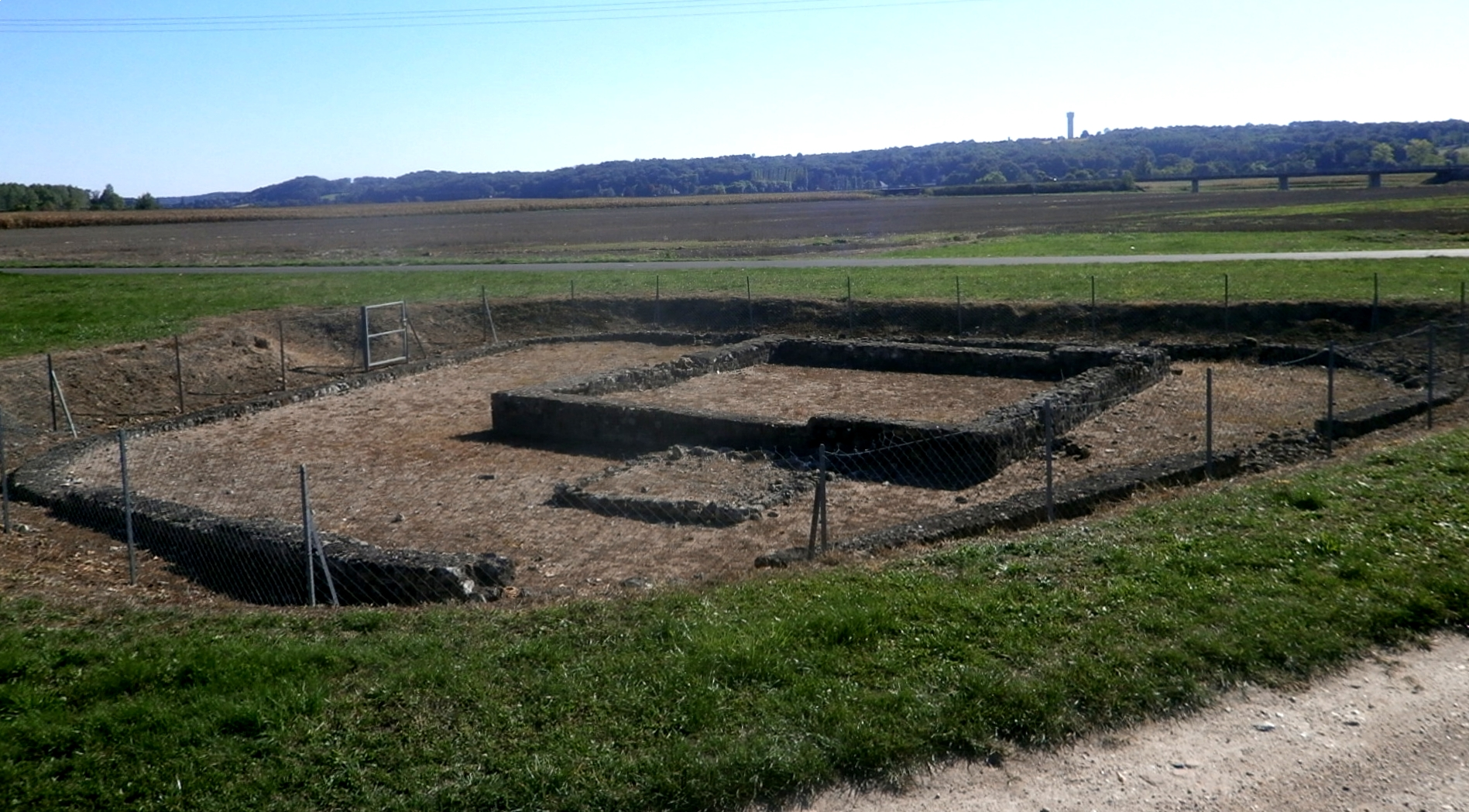
Vue du fanum de Tasciaca vers le sud.
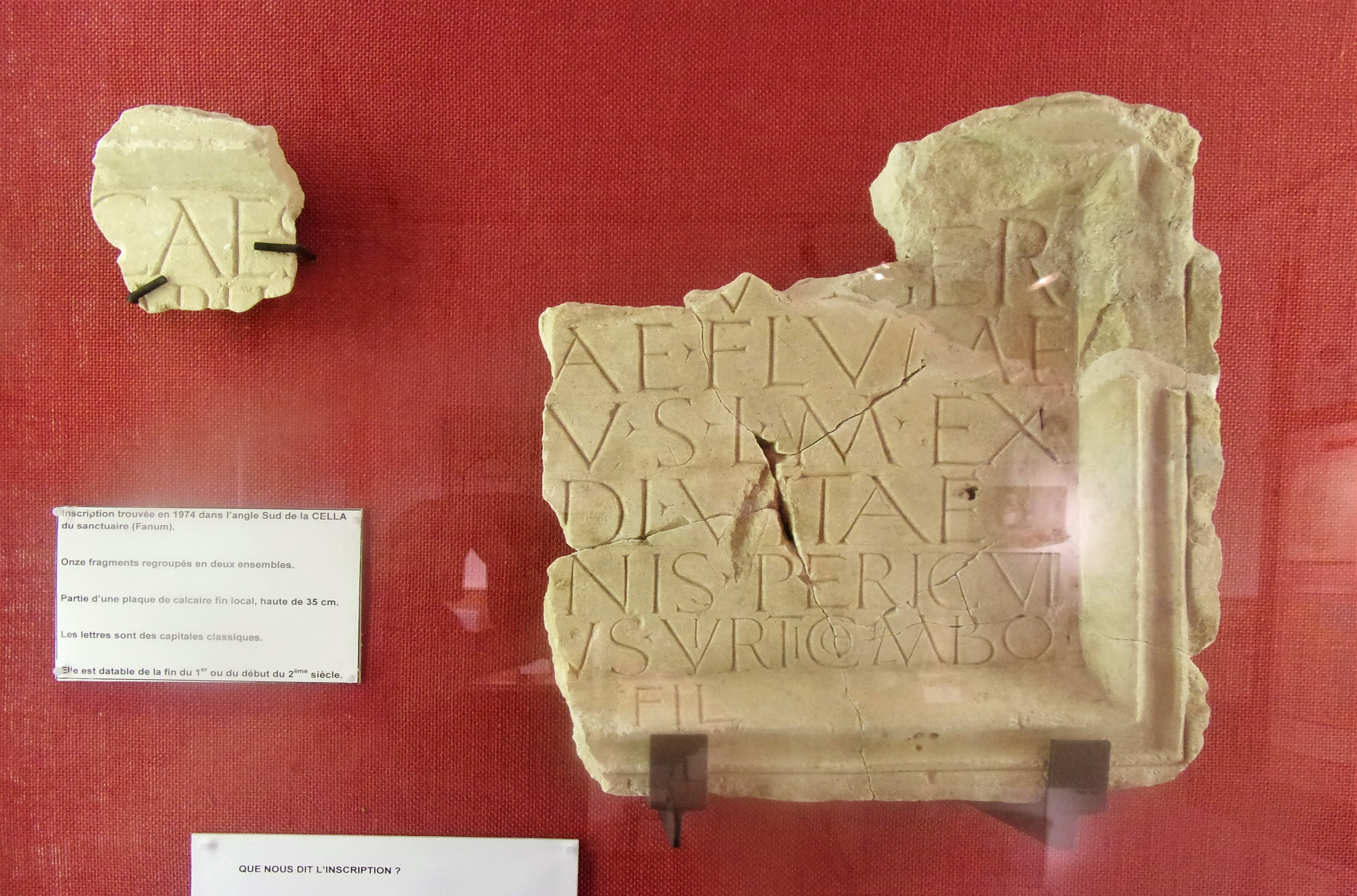
Inscription dédicatoire du temple de Pouillé (musée de Thésée).
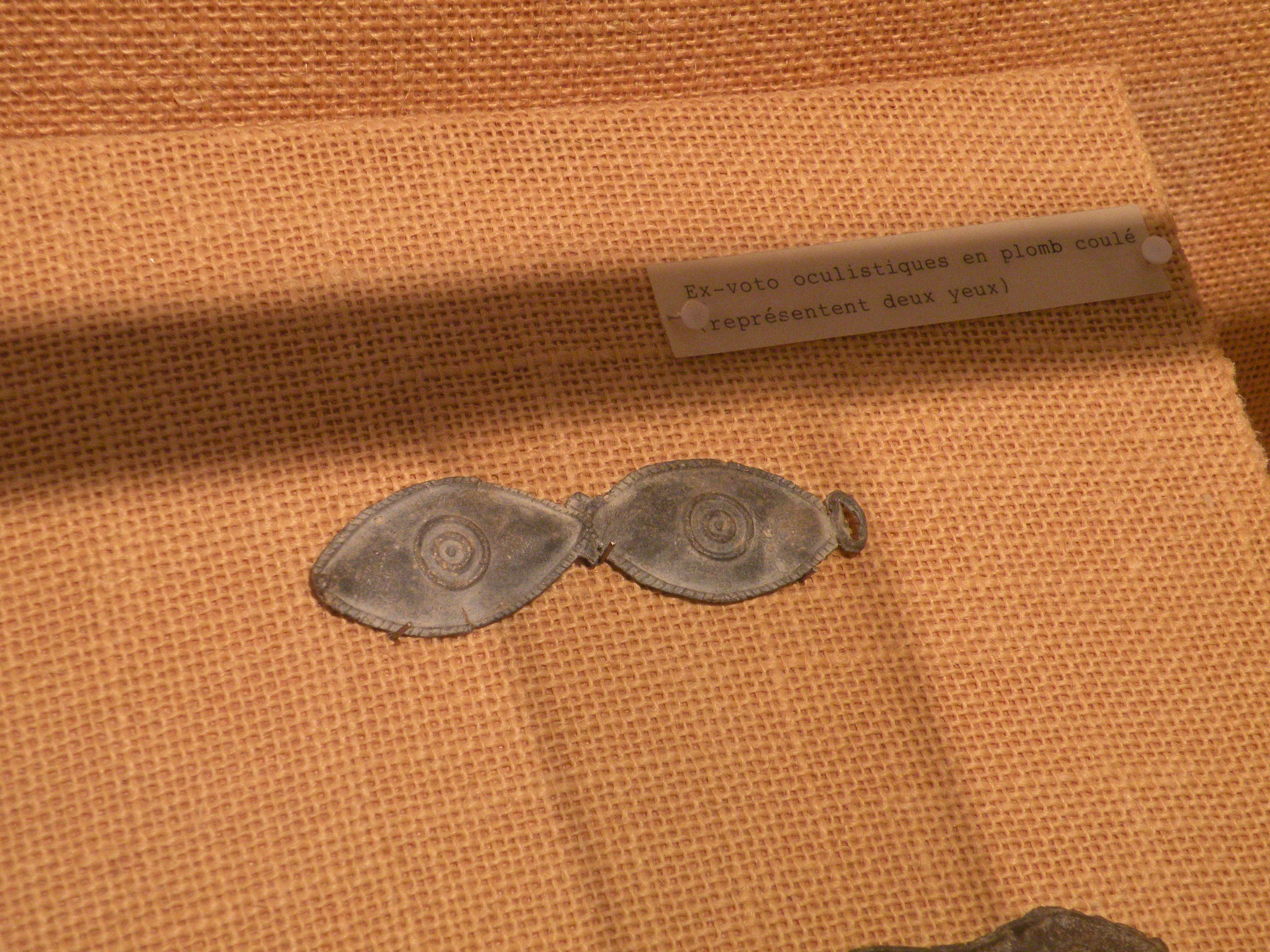
Ex-voto représentant des yeux (musée de Thésée).
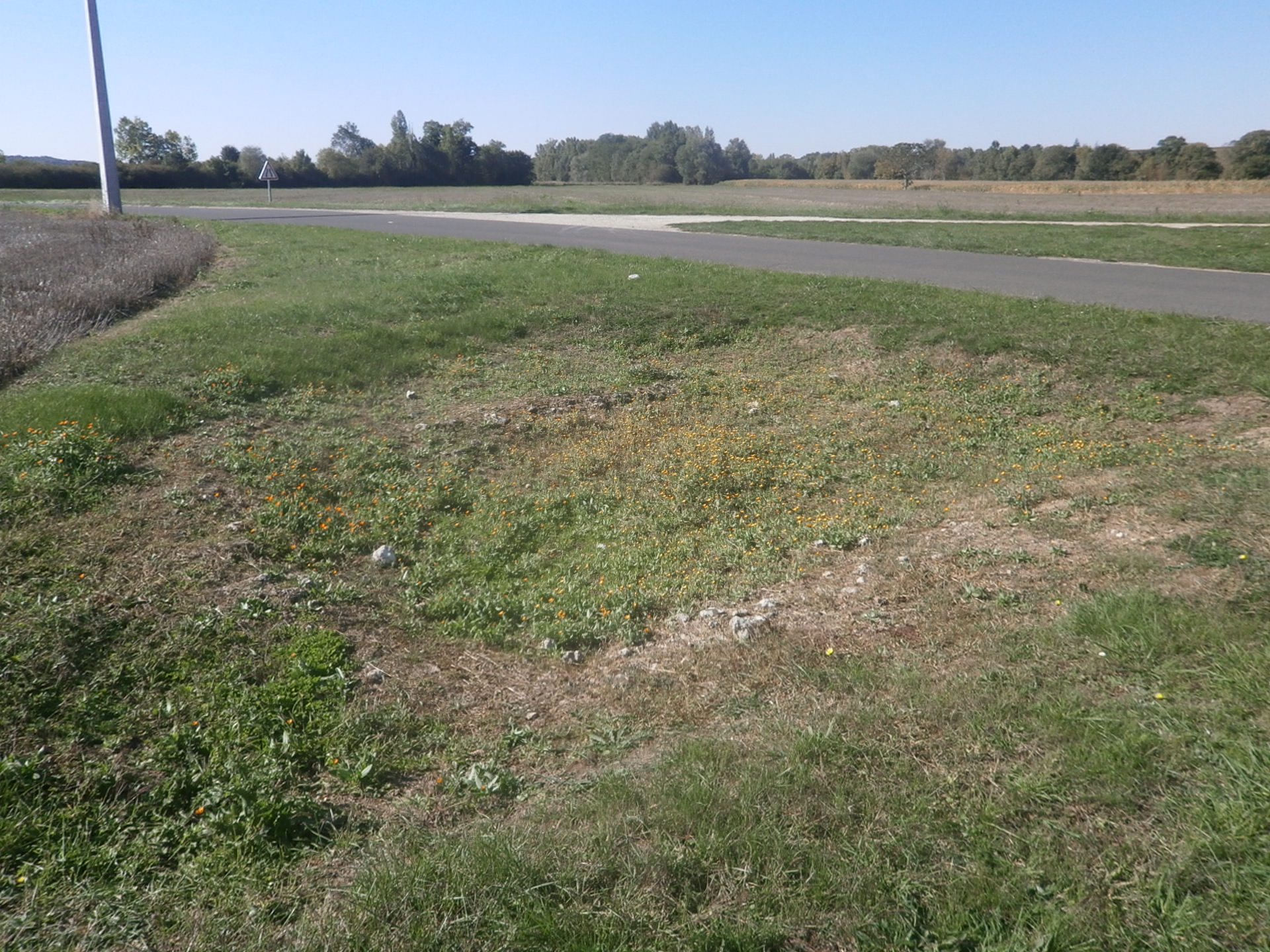
Vue du bassin vers le nord-ouest.
Plan du bassin[48].
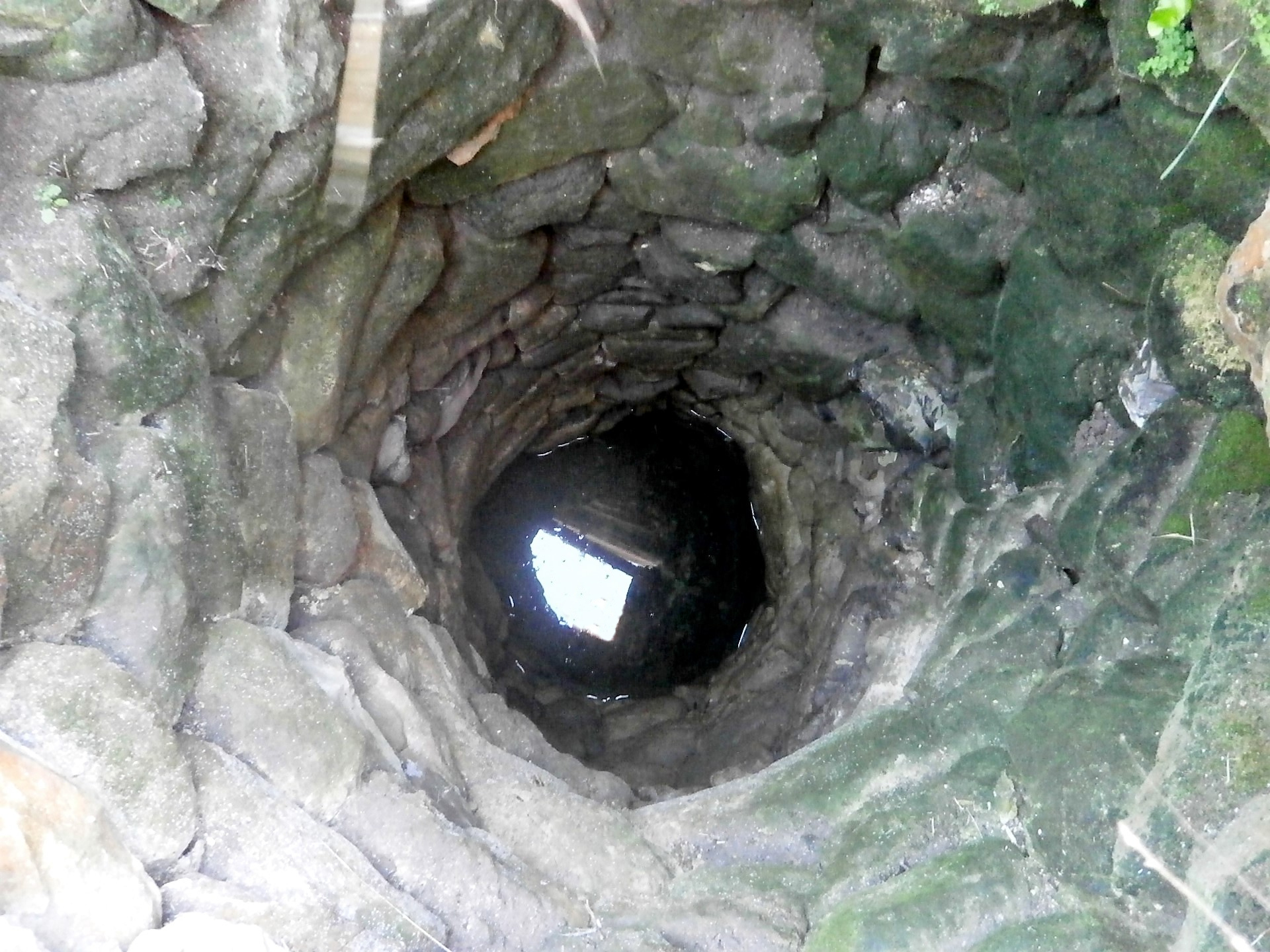
Puits.

### Révolution française et Empire

#### Nouvelle organisation territoriale
Le décret de l'Assemblée nationale du 12 novembre 1789 décrète qu'« il y aura une municipalité dans chaque ville, bourg, paroisse ou communauté de campagne », mais ce n'est qu'avec le décret de la Convention nationale du 10 brumaire an II (31 octobre 1793) que la paroisse de Pouillé devient formellement « commune de Pouillé »,.
En 1790, dans le cadre de la création des départements, la municipalité est rattachée au canton de Saint Aignan et au district de Saint Aignan. Les cantons sont supprimés, en tant que découpage administratif, par une loi du 26 juin 1793, et ne conservent qu'un rôle électoral, permettant l'élection des électeurs du second degré chargés de désigner les députés,. La Constitution du 5 fructidor an III, appliquée à partir de vendémiaire an IV (1795) supprime les districts, considérés comme des rouages administratifs liés à la Terreur, mais maintient les cantons qui acquièrent dès lors plus d'importance en retrouvant une fonction administrative. Enfin, sous le Consulat, un redécoupage territorial visant à réduire le nombre de justices de paix ramène le nombre de cantons en Loir-et-Cher de 33 à 24. Pouillé est alors rattachée au canton de Saint-Aignan et à l'arrondissement de Blois par arrêté du 5 vendémiaire an X (26 septembre 1801),,. Cette organisation va rester inchangée pendant près de 150 ans.

## Politique et administration

### Découpage territorial
La commune de Pouillé est membre de la communauté de communes Val-de-Cher-Controis, un établissement public de coopération intercommunale (EPCI) à fiscalité propre créé le 1er janvier 2017.
Elle est rattachée sur le plan administratif à l'arrondissement de Romorantin-Lanthenay, au département de Loir-et-Cher et à la région Centre-Val de Loire, en tant que circonscriptions administratives. Sur le plan électoral, elle est rattachée au canton de Saint-Aignan depuis 2015 pour l'élection des conseillers départementaux et à la deuxième circonscription de Loir-et-Cher pour les élections législatives.

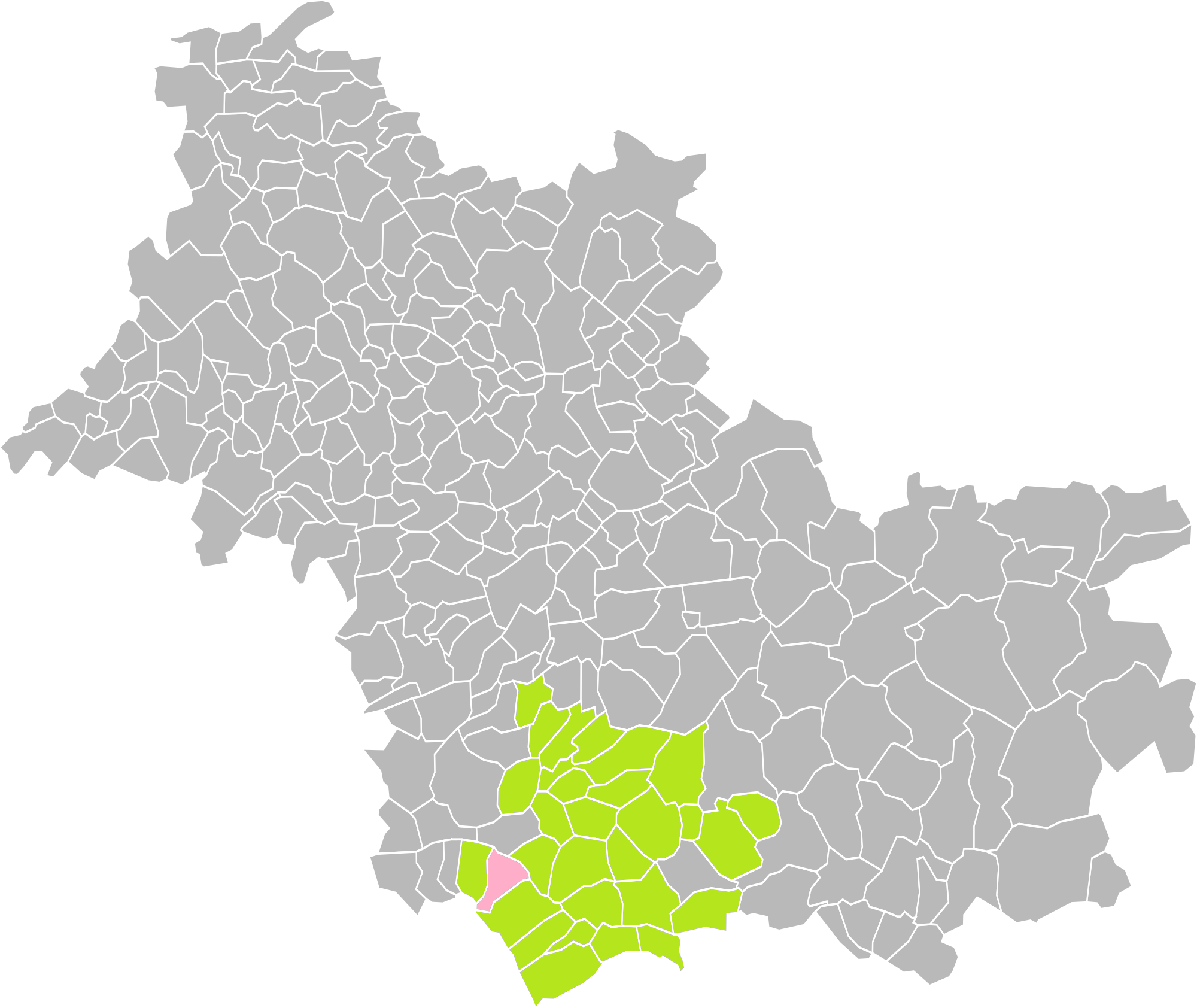
Pouillé dans l'intercommunalité en 2016.
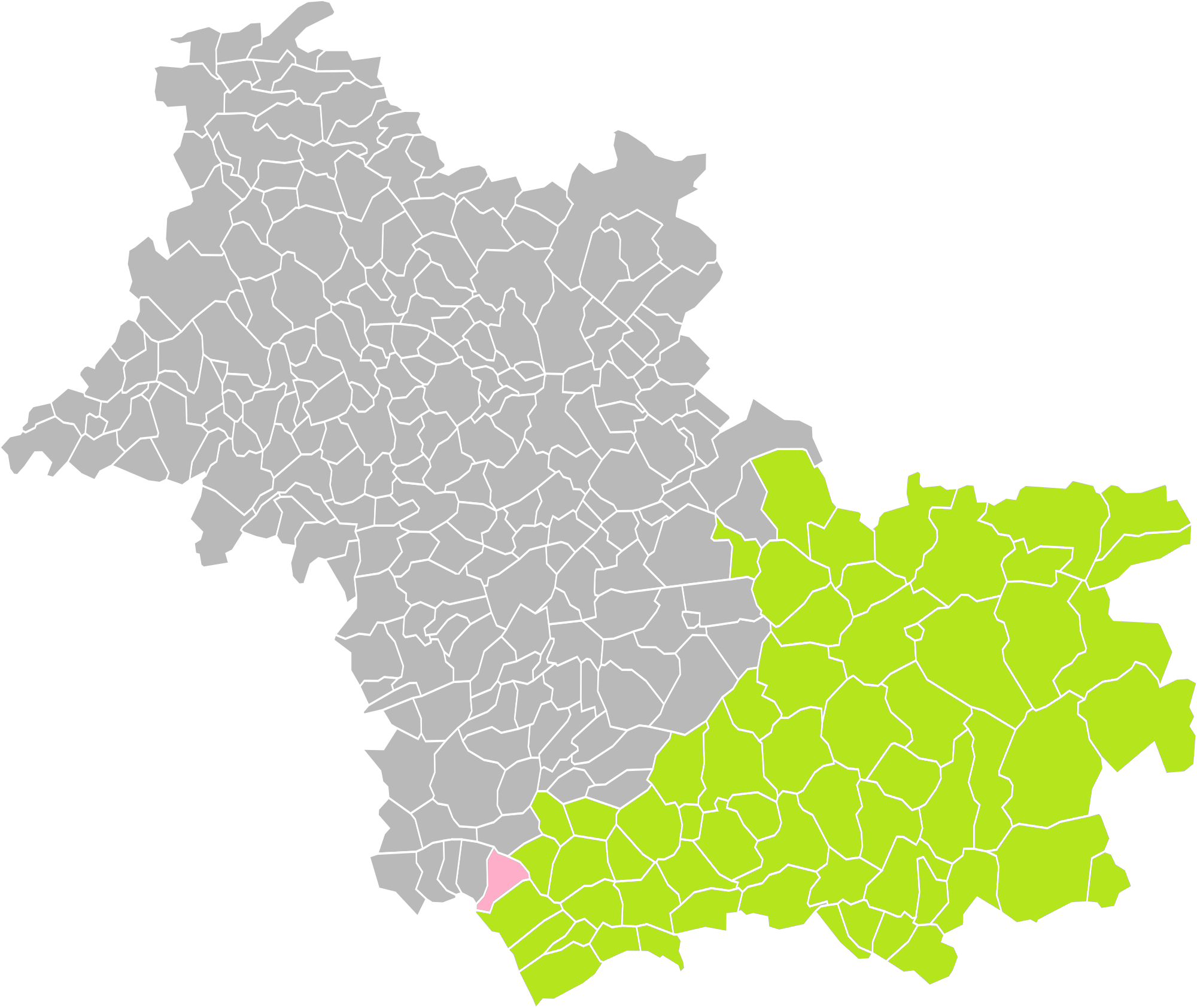
Pouillé dans l'arrondissement de Romorantin-Lanthenay en 2016.
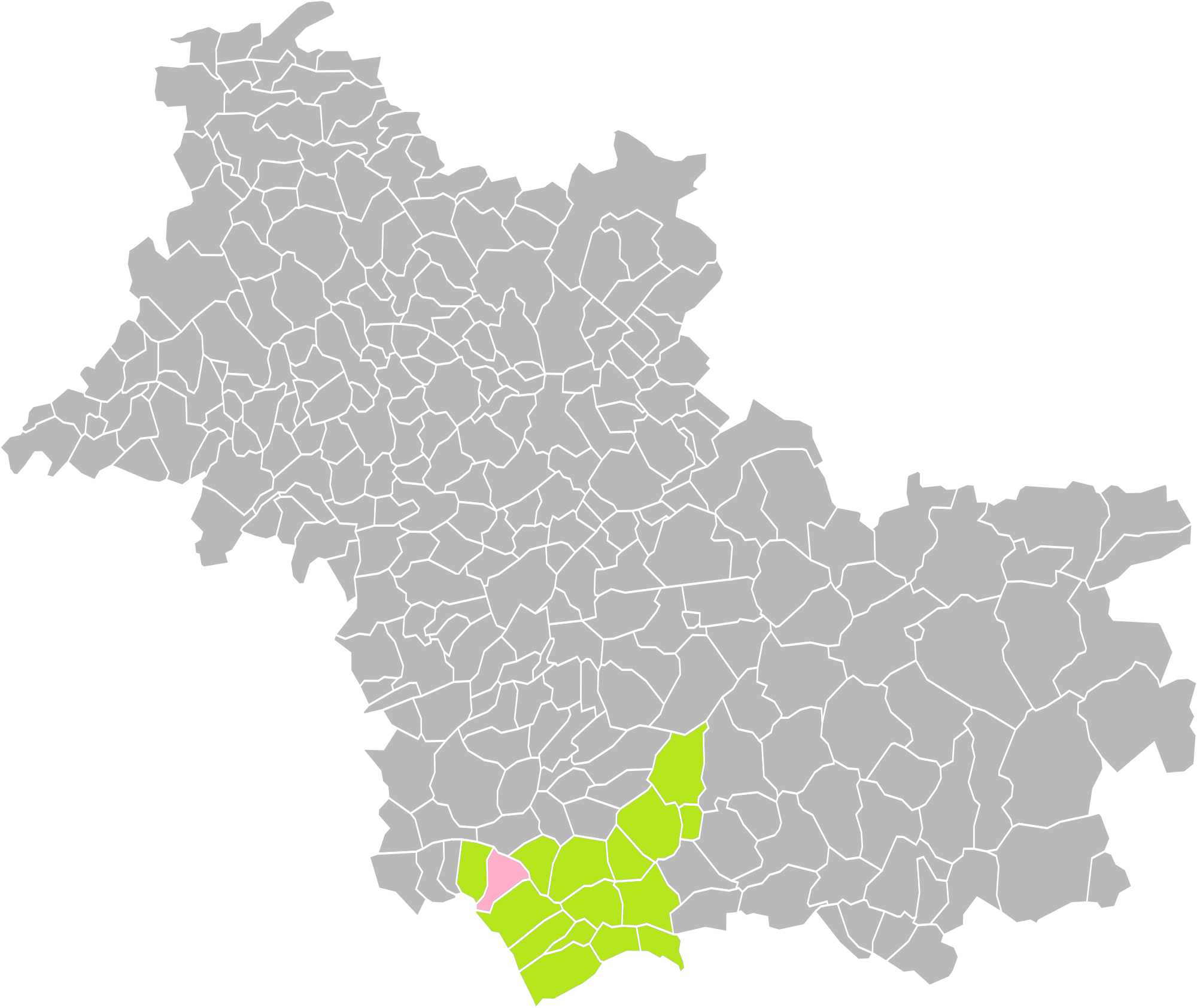
Pouillé dans le canton de Saint-Aignan en 2016.

### Politique et administration municipale

#### Conseil municipal et maire
Le conseil municipal de Pouillé, commune de moins de 1 000 habitants, est élu au scrutin majoritaire plurinominal avec listes ouvertes et panachage. Compte tenu de la population communale, le nombre de sièges au conseil municipal est de 15. Le maire, à la fois agent de l'État et exécutif de la commune en tant que collectivité territoriale, est élu par le conseil municipal au scrutin secret lors de la première réunion du conseil suivant les élections municipales, pour un mandat de six ans, c'est-à-dire pour la durée du mandat du conseil.
| Période   | Période  | Identité     | Étiquette | Qualité      |
| --------- | -------- | ------------ | --------- | ------------ |
| mars 2014 | En cours | Alain Goutx, | DVC       | Ancien cadre |

## Équipements et services

### Eau et assainissement
L'organisation de la distribution de l'eau potable, de la collecte et du traitement des eaux usées et pluviales relève des communes. La compétence eau et assainissement des communes est un service public industriel et commercial (SPIC).

#### Alimentation en eau potable
Le service d'eau potable comporte trois grandes étapes : le captage, la potabilisation et la distribution d'une eau potable conforme aux normes de qualité fixées pour protéger la santé humaine. En 2019, la commune est membre du syndicat intercommunal d'adduction d'eau potable et d'assainissement d'Angé Pouillé Mareuil qui assure le service en régie.

#### Assainissement des eaux usées
En 2019, la gestion du service d'assainissement collectif de la commune de Pouillé est assurée par le syndicat intercommunal d'adduction d'eau potable et d'assainissement d'Angé Pouillé Mareuil qui a le statut de régie à autonomie financière.
Une station de traitement des eaux usées est en service au 1er janvier 2019 sur le territoire communal : 
« Les Pres Du Bourg », un équipement utilisant la technique du lagunage naturel, avec prétraitement, dont la capacité est de 450 EH, mis en service le 1er novembre 1986.
L'assainissement non collectif (ANC) désigne les installations individuelles de traitement des eaux domestiques qui ne sont pas desservies par un réseau public de collecte des eaux usées et qui doivent en conséquence traiter elles-mêmes leurs eaux usées avant de les rejeter dans le milieu naturel. La communauté de communes Val-de-Cher-Controis assure pour le compte de la commune le service public d'assainissement non collectif (SPANC), qui a pour mission de vérifier la bonne exécution des travaux de réalisation et de réhabilitation, ainsi que le bon fonctionnement et l'entretien des installations.

### Sécurité, justice et secours
La sécurité de la commune est assurée par la brigade de gendarmerie de Saint-Aignan qui dépend du groupement de gendarmerie départementale de Loir-et-Cher installé à Blois.
En matière de justice, Pouillé relève du conseil de prud'hommes de Blois, de la Cour d'appel d'Orléans (juridiction de Blois), de la Cour d'assises de Loir-et-Cher, du tribunal administratif de Blois, du tribunal de commerce de Blois et du tribunal judiciaire de Blois.

## Population et société

### Démographie

#### Évolution démographique
L'évolution du nombre d'habitants est connue à travers les recensements de la population effectués dans la commune depuis 1793. Pour les communes de moins de 10 000 habitants, une enquête de recensement portant sur toute la population est réalisée tous les cinq ans, les populations de référence des années intermédiaires étant quant à elles estimées par interpolation ou extrapolation. Pour la commune, le premier recensement exhaustif entrant dans le cadre du nouveau dispositif a été réalisé en 2008.
En 2022, la commune comptait 786 habitants, en évolution de −1,26 % par rapport à 2016 (Loir-et-Cher : −1,15 %, France hors Mayotte : +2,11 %). Le maximum de la population a été atteint en 1876 avec 833 habitants.
| 1793 | 1800 | 1806 | 1821 | 1831 | 1836 | 1841 | 1846 | 1851 |
| ---- | ---- | ---- | ---- | ---- | ---- | ---- | ---- | ---- |
| 512  | 520  | 523  | 557  | 560  | 603  | 664  | 663  | 670  |

| 1856 | 1861 | 1866 | 1872 | 1876 | 1881 | 1886 | 1891 | 1896 |
| ---- | ---- | ---- | ---- | ---- | ---- | ---- | ---- | ---- |
| 666  | 710  | 729  | 797  | 833  | 832  | 811  | 773  | 786  |

| 1901 | 1906 | 1911 | 1921 | 1926 | 1931 | 1936 | 1946 | 1954 |
| ---- | ---- | ---- | ---- | ---- | ---- | ---- | ---- | ---- |
| 777  | 762  | 753  | 689  | 659  | 653  | 642  | 581  | 595  |

| 1962 | 1968 | 1975 | 1982 | 1990 | 1999 | 2006 | 2008 | 2013 |
| ---- | ---- | ---- | ---- | ---- | ---- | ---- | ---- | ---- |
| 626  | 602  | 635  | 657  | 720  | 754  | 791  | 802  | 806  |

| 2018 | 2022 | - | - | - | - | - | - | - |
| ---- | ---- | - | - | - | - | - | - | - |
| 796  | 786  | - | - | - | - | - | - | - |

#### Pyramide des âges
La population de la commune est relativement âgée.
En 2018, le taux de personnes d'un âge inférieur à 30 ans s'élève à 28,0 %, soit en dessous de la moyenne départementale (31,3 %). À l'inverse, le taux de personnes d'âge supérieur à 60 ans est de 33,1 % la même année, alors qu'il est de 31,6 % au niveau départemental.
En 2018, la commune comptait 405 hommes pour 391 femmes, soit un taux de 50,88 % d'hommes, largement supérieur au taux départemental (48,55 %).
Les pyramides des âges de la commune et du département s'établissent comme suit.
| Hommes | Classe d’âge | Femmes |
| ------ | ------------ | ------ |
| 0,7    | 90 ou +      | 2,0    |
| 9,9    | 75-89 ans    | 14,3   |
| 21,5   | 60-74 ans    | 17,9   |
| 21,7   | 45-59 ans    | 22,3   |
| 17,0   | 30-44 ans    | 16,6   |
| 12,6   | 15-29 ans    | 9,0    |
| 16,5   | 0-14 ans     | 17,9   |

| Hommes | Classe d’âge | Femmes |
| ------ | ------------ | ------ |
| 1,1    | 90 ou +      | 2,6    |
| 9,2    | 75-89 ans    | 11,9   |
| 19,7   | 60-74 ans    | 20,4   |
| 20,7   | 45-59 ans    | 20     |
| 16,5   | 30-44 ans    | 16,2   |
| 15,2   | 15-29 ans    | 13,2   |
| 17,6   | 0-14 ans     | 15,7   |

## Économie

### Secteurs d'activité
Le tableau ci-dessous détaille le nombre d'entreprises implantées à Pouillé selon leur secteur d'activité et le nombre de leurs salariés :
|                                                              | total | % com (% dep) | 0 salarié | 1 à 9 salarié(s) | 10 à 19 salariés | 20 à 49 salariés | 50 salariés ou plus |
| ------------------------------------------------------------ | ----- | ------------- | --------- | ---------------- | ---------------- | ---------------- | ------------------- |
| Ensemble                                                     | 74    | 100,0 (100)   | 50        | 24               | 0                | 0                | 0                   |
| Agriculture, sylviculture et pêche                           | 30    | 40,5 (11,8)   | 17        | 13               | 0                | 0                | 0                   |
| Industrie                                                    | 4     | 5,4 (6,5)     | 2         | 2                | 0                | 0                | 0                   |
| Construction                                                 | 8     | 10,8 (10,3)   | 5         | 3                | 0                | 0                | 0                   |
| Commerce, transports, services divers                        | 27    | 36,5 (57,9)   | 23        | 4                | 0                | 0                | 0                   |
| dont commerce et réparation automobile                       | 12    | 16,2 (17,5)   | 11        | 1                | 0                | 0                | 0                   |
| Administration publique, enseignement, santé, action sociale | 5     | 6,8 (13,5)    | 3         | 2                | 0                | 0                | 0                   |
| Champ : ensemble des activités.                              |       |               |           |                  |                  |                  |                     |

Le secteur agricole est important puisqu'il représente 40,5 % du nombre d'entreprises de la commune (30 sur 74), contre 11,8 % au niveau départemental. 
Sur les 74 entreprises implantées à Pouillé en 2016, 50 ne font appel à aucun salarié et 24 comptent 1 à 9 salariés.
Au 1er juillet 2017, la commune est classée en zone de revitalisation rurale (ZRR), un dispositif visant à aider le développement des territoires ruraux principalement à travers des mesures fiscales et sociales. Des mesures spécifiques en faveur du développement économique s'y appliquent également.

### Agriculture
En 2010, l'orientation technico-économique de l'agriculture sur la commune est la viticulture (appellation et autre). Le département a perdu près d'un quart de ses exploitations en 10 ans, entre 2000 et 2010 (c'est le département de la région Centre-Val de Loire qui en compte le moins). Cette tendance se retrouve également au niveau de la commune où le nombre d'exploitations est passé de 48 en 1988 à 28 en 2000 puis à 28 en 2010. Parallèlement, la taille de ces exploitations augmente, passant de 17 ha en 1988 à 35 ha en 2010. 
Le tableau ci-dessous présente les principales caractéristiques des exploitations agricoles de Pouillé, observées sur une période de 22 ans : 
|                                      | 1988                 | 2000                 | 2010                 |
| Dimension économique                 | Dimension économique | Dimension économique | Dimension économique |
| ------------------------------------ | -------------------- | -------------------- | -------------------- |
| Nombre d'exploitations (u)           | 48                   | 28                   | 28                   |
| Travail (UTA)                        | 76                   | 62                   | 61                   |
| Surface agricole utilisée (ha)       | 827                  | 929                  | 988                  |
| Cultures                             |                      |                      |                      |
| Terres labourables (ha)              | 492                  | 596                  | 620                  |
| Céréales (ha)                        | 303                  | 392                  | 365                  |
| dont blé tendre (ha)                 | 81                   | 200                  | 158                  |
| dont maïs-grain et maïs-semence (ha) | 173                  | 116                  | 152                  |
| Tournesol (ha)                       | 75                   | s                    | s                    |
| Colza et navette (ha)                | s                    | s                    | s                    |
| Élevage                              |                      |                      |                      |
| Cheptel (UGBTA)                      | 92                   | 106                  | 146                  |

#### Produits labellisés
La commune de Pouillé est située dans l'aire de l'appellation d'origine protégée (AOP)  de cinq produits : deux fromages (le Sainte-maure-de-touraine et le Selles-sur-cher) et trois vins (le crémant-de-loire, le rosé-de-loire et le Touraine).
Le territoire de la commune est également intégré aux aires de productions de divers produits bénéficiant d'une indication géographique protégée (IGP) : les rillettes de Tours, le vin Val-de-loire, les volailles de l’Orléanais et les volailles du Berry,.

Quelques produits labellisés de Pouillé.
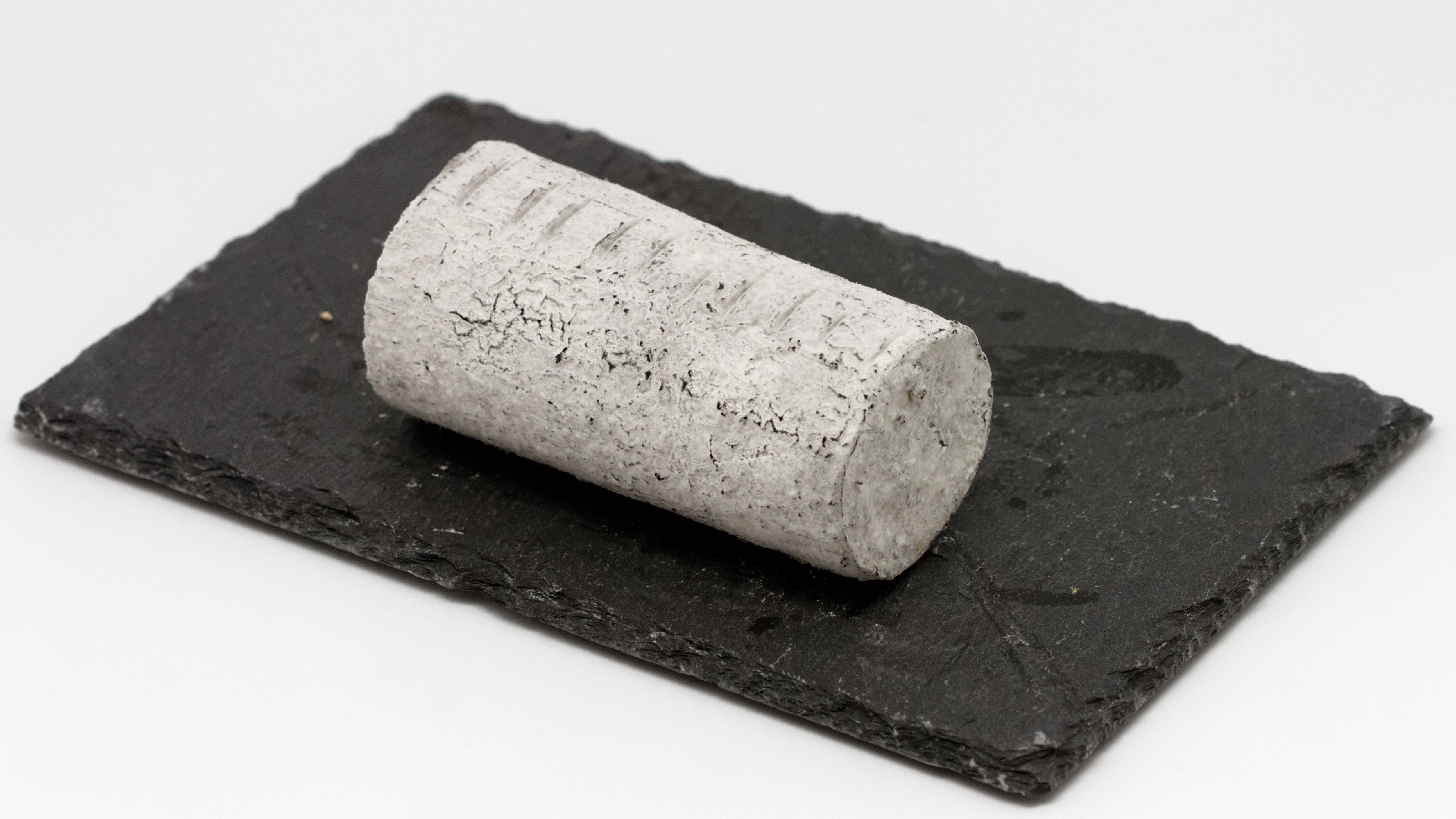
Sainte-maure-de-touraine.
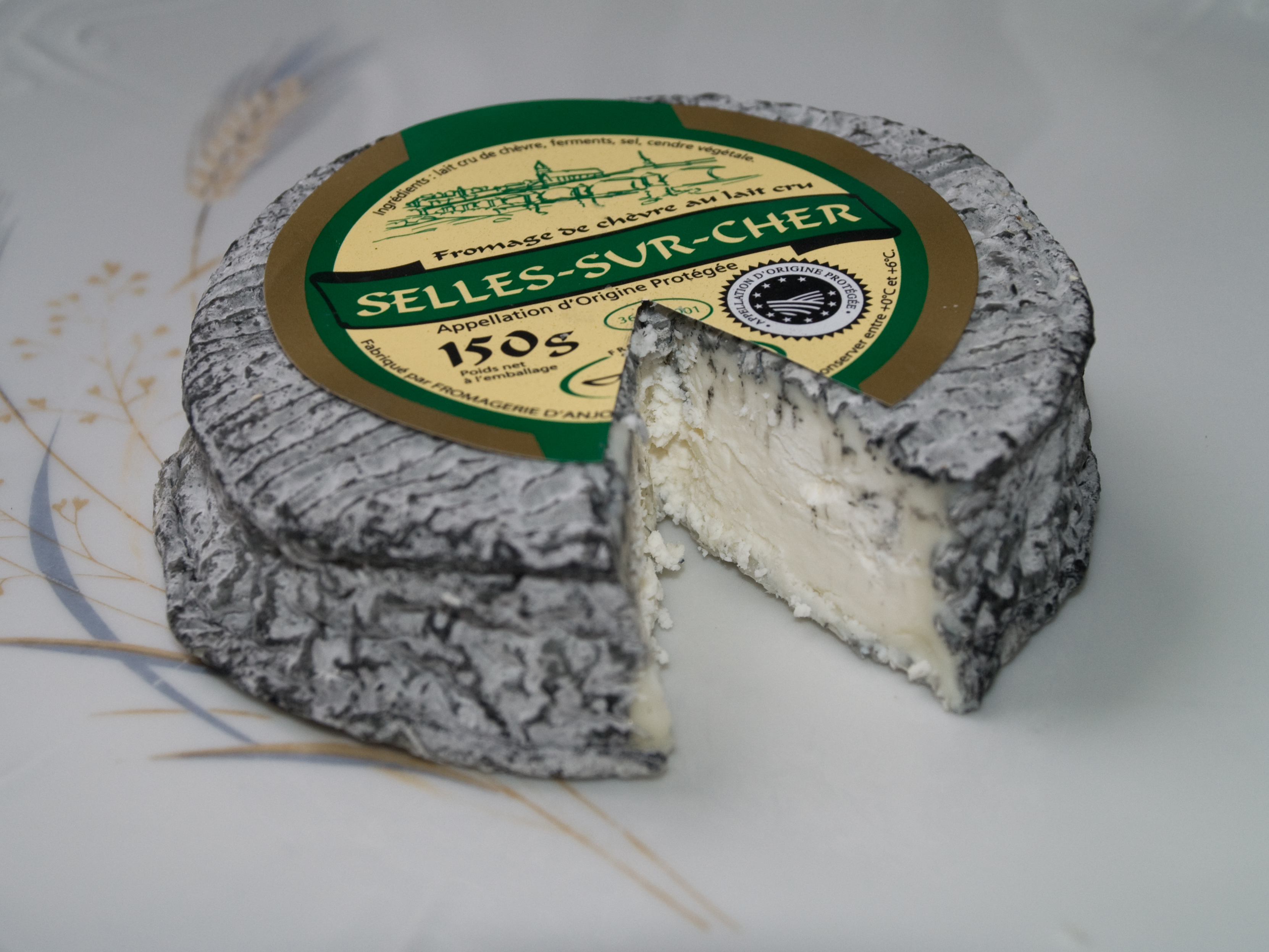
Selles-sur-cher.
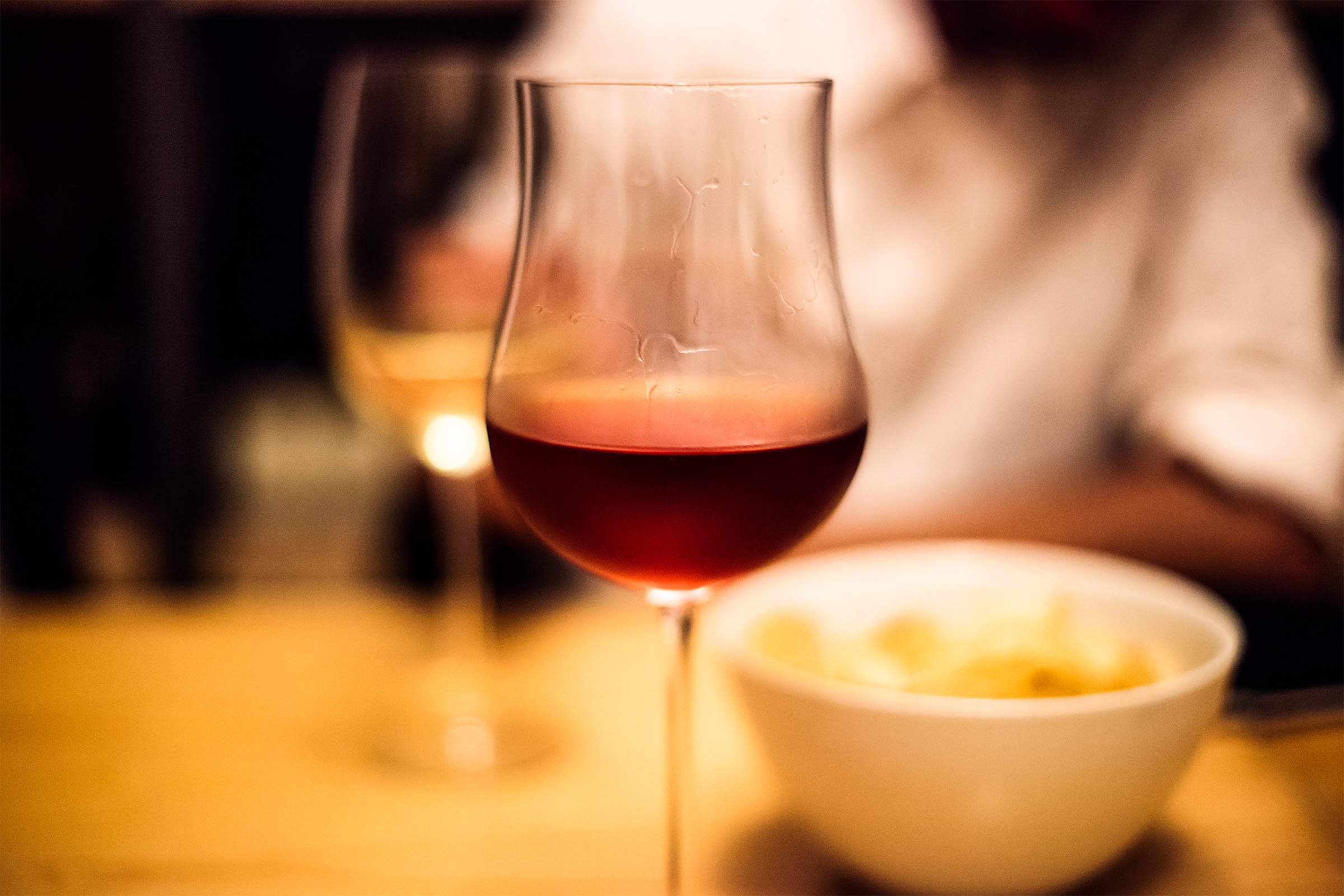
Touraine rouge.

## Culture et patrimoine

### Lieux et monuments
- Église Saint-Saturnin : nef du XIe siècle, petit chœur couvert d'une coupole, clocher et absidiole semi-circulaire début XIIe, remaniements aux XVIe et XIXe siècles, restauration intérieure après des bombardements de 1940 ; tableau de saint Saturnin.
- Important habitat gallo-romain des Ier et IIe siècles : fours de potiers, petite villa ou fanum privé, poteries, tuiles à rebord, céramique, monnaies.
- Barrage des Maselles.

#### Ouvrages consacrés à l'agglomération antique de Tasciaca
- Ouvrage collectif, Fouilles et méthodes archéologiques en Loir-et-Cher : Thésée-la-Romaine et Pouillé, château de Blois, 4 décembre 1982-20 janvier 1983, exposition réalisée avec le concours de l'Université de Paris-Sorbonne, Blois, Conservation du château et des musées de Blois, 1982, 136 p.
- Ouvrage collectif, Le site archéologique de Thésée-Pouillé. Les fours de potiers de Tasciaca, Thésée, Les amis du musée de Thésée-Pouillé, 1998, 17 p.
- Jacqueline Cadalen-Lesieur, « Thésée-Pouillé (Loir-et-Cher), l'agglomération antique », dans Élizabeth Zadora-Rio (dir.), Atlas Archéologique de Touraine : 53e supplément à la Revue archéologique du Centre de la France, Tours, FERACF, 2014 (lire en ligne [PDF]).
- Jacqueline Cadalen-Lesieur (dir.), « Nouvelle approche de l'agglomération antique de Tasciaca (Thésée, Pouillé, Monthou-sur-Cher, Loir-et-Cher) », dans Christian Cribellier (dir.), Agglomérations secondaires antiques en région Centre-Val de Loire (Volume 4) : 64e supplément à la Revue archéologique du Centre de la France, Tours, FERACF, 2016, 164 p. (ISBN 978-2-9132-7250-7), p. 9-99.

#### Autres ouvrages
- Michel Provost, Carte archéologique de la Gaule : Le Loir-et-Cher, Paris, Académie des inscriptions et belles-lettres, 1988, 159 p. (ISBN 2-87754-003-0)
- Christian Poitou, Paroisses et communes de France : Loir-et-Cher, Paris, CNRS Editions, 1997, 591 p. (ISBN 2-271-05482-6)
- Stéphane Gendron, Les noms de lieux du Centre, Paris, éditions Bonneton, 1998, 232 p. (ISBN 978-2-86253-226-4).
- Claude Motte, Isabelle Séguy & Christine Théré, avec la collaboration de Dominique Tixier-Basse, Communes d'hier, communes d'aujourd'hui : Les communes de la France métropolitaine, 1801-2001. Dictionnaire d'histoire administrative, Paris, Institut National d'Études Démographiques,, 2003, 408 p. (ISBN 978-2-7332-1028-4, lire en ligne)

Fête champêtre : « fête du Gamay », dernier dimanche de juillet.
Union sportive, terrain de sport, tennis, pêche, gîtes ruraux, chambres d'hôtes, sentiers de randonnées pédestres, syndicat d'initiative.